# Два дні й дві ночі нової музики
Два дні й дві ночі нової музики (використовують також абревіатуру — 2Д2Н) — музичний фестиваль, що проводиться щорічно в м. Одеса у квітні. Програму фестивалю складає сучасна музика українських та зарубіжних композиторів, переважно експериментального напрямку. Фестиваль організовує міжнародна громадська організація Асоціація Нова музика/AHM. Фестиваль започатковано 1995 року. 
«Два дні й дві ночі нової музики» — один з найбільших фестивалів Нової музики та виконавського мистецтва в Україні.  
За минулі роки безпосередню участь у фестивалі взяли тисячі українських та іноземних митців. Щорічна авдиторія налічує тисячі одеситів, гостей з інших міст України та з-за кордону. 

## Концепція фестивалю
За задумом та обставинами реалізації «Два дні й дві ночі нової музики» — це фестиваль, що не має наміру імітувати будь-який інший. Його специфіка полягає у сполученні нового змісту та нової фестивальної форми.
Фестиваль — це 48-годинна безперервна акція, дві 12-годинні музичні доби, що починаються у п’ятницю (суботу) пополудні й тривають до ранку неділі (понеділка) з перепочинком в суботу (неділю) до 4-ої пополудні. Увесь фестиваль розподіляється на Перший день, Першу ніч, Другий день та Другу ніч. Кожна музична година надається новому перформансу, що інколи скидається на традиційний концерт, а подеколи на театралізоване дійство, скомбіноване з акціями та інсталяціями виконавських, візуальних, мультимедійних та синтетичних мистецтв. Кожна музична година має відкриту форму, являючи собою зовні непов’язані одне з одним виступи двох окремих солістів, які стикаються у своєрідному змаганні дуелі-дуеті. Нетрадиційні акції потребують нетрадиційної ситуації і в залі.
Кожен фестиваль має свою неповторну стрижневу фабулу, навколо якої накручуються різної складності подієві пласти. Структурні частини фестивалю — перформанси, інсталяції, мультимедійні імпрези, дійства експериментального та інструментального театрів — до межі театралізовані. У перебігу фестивалю поміж ними з’являються й зростають зв’язки, вузли, тяжіння, і в результаті фестиваль перетворюється на єдиний спектакль особливого типу: величезний гіпертекст з асоціативно-символічними «посиланнями». Така структура фестивалю дозволяє йому жити й розгортатися на зразок мистецького твору — симфонії, роману, п’єси, раз-у-раз змінюючи акценти: то вбік театральності, то вбік оперних жанрів, то вбік інструментальності тощо.
Протягом перших 13 видань фестивалю перформери замість звичайного кону використовували спеціально обладнаний майданчик у центрі приміщення. Від 2008 року Фестиваль відбувається на І й ІІ поверхах приміщення Одеської обласної філармонії у фойє та на сцені Великої зали.

## Організатори
Керівними особами фестивалю є голова правління АНМ, композиторка, художній керівник Кармела Цепколенко, директор та менеджер Олександр Перепелиця та президент, професор Фрайбурзького університету музики Вульф Бернард.

## Меценати фестивалю
Оскільки фестиваль є некомерційним, кошти для його організації та проведення отримуються через ґранти від громадських, приватних чи урядових українських, іноземних, міжнародних фундацій та організацій. Міжнародний фонд Відродження із самого початку існування фестивалю багато років був його ґенеральним спонсором. Також постійну підтримку надають: Міністерство культури України, Український культурний фонд (Київ, Україна), Одеська облдержадміністрація та Одеська міська Рада, фонд Про Гельвеція та Швейцарська культурна програма Україна (Швейцарія), Австрійська амбасада та КультурКонтакт (Австрія), Посольство Держави Ізраїль в Україні, Британська Рада, Ґете-Інститут Київ (Німеччина) та Німецький культурний центр «Баварський дім Одеса», Французький культурний центр в Україні та асоціація AFAA (Франція), Шведський інститут, Медіа-холдінг 100% (Одеса, Україна) та багато інших.

## Твори на фестивалі
Головно на фестивалі чути створені останніми роками твори класичного авангарду та пост-модерну, що репрезентують різноманітні течії як живої, так і електронної, комп’ютерної й акусматичної музики. З іншого боку, фестиваль не цурається нової чи незвичної для українського глядача мистецької форми, наприклад, традиційного мистецтва Вірменії, Кореї, Монґолії чи Аляски. Взагалі фестиваль спрямовується на розвиток нових форм комунікації між музикантами, між музикантами та публікою, на театралізацію музичного мистецтва разом з усіма іншими, а також і на синтез різних видів мистецтва. Фестиваль скеровує міжнародну співпрацю таким чином, щоб твори українських композиторів виконували іноземні музиканти, а твори іноземних композиторів — українські виконавці.

## Додаткова інформація
У 1999 році створено веб-сторінку фестивалю в Інтернеті: www.anm.odessa.ua. У 2018 році створена нова версія www.2d2n.art за підтримки Українського культурного фонду. Також за підтримки Українського культурного фонду у 2018 році видано подвійний компакт-диск із кращими творами фестивалів 2008—2018 років та альбом-книгу. Ці видання були присвячені 25-й річниці фестивалю.